# Кобяково (Липецкая область)
Кобяко́во — деревня Тёпловского сельсовета Данковского района Липецкой области. 

## Название
Название — по фамилии Кобяков.

## История
Известно по документам 1771 г.

## Население
По данным всероссийской переписи за 2010 год население деревни отсутствует.